# An Hòa Tây
An Hòa Tây là một xã thuộc huyện Ba Tri, tỉnh Bến Tre, Việt Nam.
Xã An Hòa Tây có diện tích 17,45 km², dân số năm 1999 là 10.153 người, mật độ dân số đạt 582 người/km².